# Формула винаходу
Су́ть ви́находу — мінімально необхідний обсяг відомостей, необхідний для розкриття завдання, на вирішення якого спрямовано винахід, і технічного результату, якого можна досягти, здійснюючи винахід.